# Frigyes Puja

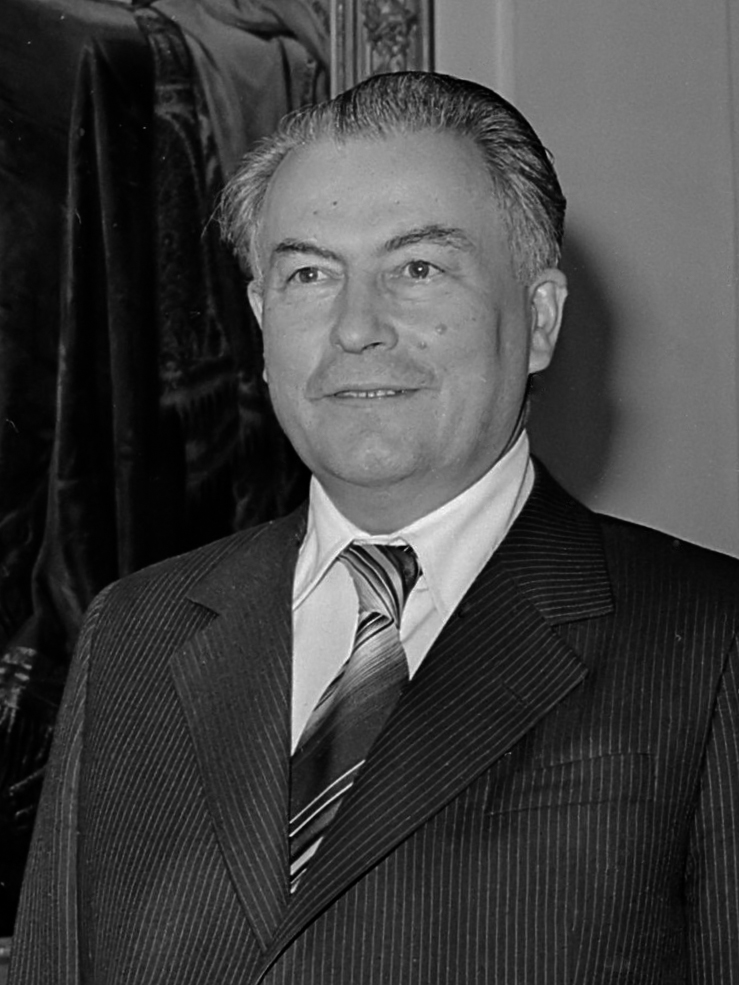
Frigyes Puja (1978)

Frigyes Puja (* 2. Februar 1921 in Battonya, Komitat Csanád; † 5. Juli 2008 in Budapest) war ein ungarischer Diplomat und Politiker der Ungarischen Kommunistischen Partei MKP (Magyar Kommunista Párt), der Partei der Ungarischen Werktätigen MDP (Magyar Dolgozók Pártja) sowie später der Ungarischen Sozialistischen Arbeiterpartei MSZMP (Magyar Szocialista Munkáspárt), der Botschafter in mehreren Ländern sowie zwischen 1973 und 1983 Außenminister war.

## Leben
Puya, Sohn eines Landwirts, war nach dem Besuch der Oberschule zwischen 1942 und 1945 Arbeiter einer Druckerei und leistete zwischenzeitlich von Juni bis Oktober 1943 Arbeitsdienst. Im Oktober 1944 wollte er in Arad der Rumänischen Kommunistischen Partei beitreten, wurde aber abgewiesen. Kurz darauf trat er im Dezember 1944 der Ungarischen Kommunistischen Partei bei und wurde Sekretär der MKP in Battonya. Nach dem zweimonatigen Besuch einer Parteischule kehrte er als Parteisekretär nach Battonya zurück, ehe er im Oktober 1946 Sekretär der MKP in Csanád wurde.
Nach einer Tätigkeit in einem Pflegeheim wurde er im Mai 1949 Mitarbeiter des Ausstattungs- und Berufungsausschusses sowie im Januar 1950 Mitarbeiter in der Politischen Abteilung des Landwirtschaftsministeriums. Nachdem er eine zweijährige Ausbildung an der Parteihochschule der MKP absolviert hatte, trat am 1. April 1953 er als Diplomat in den Auswärtigen Dienst ein. Nach einer kurzen Verwendung im Außenministerium wurde er am 1. Dezember 1953 erst Botschafter in Schweden und war zusätzlich seit dem 15. Februar 1954 als Botschafter in Norwegen und Dänemark akkreditiert. Nachdem er von April 1955 bis Juli 1959 wieder im Außenministerium tätig gewesen war, wurde er am 28. Juli 1959 Botschafter in Österreich.
Nach seiner Rückkehr nur vier Monate später fungierte er zwischen Dezember 1959 und Dezember 1963 als Vize-Außenminister und war als solcher einer der engsten Mitarbeiter von Außenminister Endre Sík beziehungsweise seit September 1961 von János Péter.
Im Dezember 1963 wurde Puja Leiter der Abteilung Auswärtige Angelegenheiten des Zentralkomitees (ZK) der MSZMP und trug als solcher maßgeblich zur Bestimmung des außenpolitischen Kurses der Partei sowie der Volksrepublik Ungarn bei. Am 3. Dezember 1966 wurde er auch Mitglied des ZK der MSZMP und gehörte diesem Gremium zum 3. März 1985 an. Seit dem 26. Juni 1968 fungierte er erst als Erster Vize-Außenminister sowie seit dem 3. August 1973 als Staatssekretär im Außenministerium.
Am 14. August 1973 wurde Puja als Nachfolger von János Péter schließlich selbst Außenminister und bekleidete dieses Ministeramt fast zehn Jahre lang bis zu seiner Ablösung durch Péter Várkonyi am 8. Juli 1983. Sein eigenes Amt als Staatssekretär wurde daraufhin vom bisherigen Vize-Außenminister József Marjai übernommen. Er wurde darüber hinaus am 15. Juni 1975 Abgeordneter des Parlaments (Országgyűlés) und vertrat in diesem zunächst den Wahlkreis Békés 7 sowie anschließend vom 8. Juni 1980 bis zum 16. März 1990 den Wahlkreis Békés 8. Am 31. Mai 1979 wurde ihm das Großkreuz des Ordens des Infanten Dom Henrique von Portugal verliehen.
Am 9. November 1983 wurde Puja Botschafter in Finnland und vertrat die Interessen Ungarns dort bis zum 5. März 1986.

## Veröffentlichungen
- A békés egymás mellett élés problémái, 1967
- Egység és vita a nemzetközi kommunista mozgalomban, 1969
- Miért van szükség a Varsói Szerződésre?, 1970
- Mi az európai biztonság útja?, 1971
- Szocialista külpolitika, 1972
- A felszabadult Battonya, 1979, ISBN 963-280-839-8
- Magyar külpolitika, 1980
- Az enyhülési folyamat jellemzői és perspektívái, 1980
- Lángoló évek, 1986, ISBN 963-281-633-1
- A szedőszekrénytől a miniszteri székig, 1988
- Szabó Ferenc–Takács László társszerző: A battonyai nyomdászat 110 éve, 2001, ISBN 963-00-9410-X

## Hintergrundliteratur
- László Bokor: Europa am Wendepunkt : Frigyes Puja, 1972